# Zaratha
Zaratha is een geslacht van vlinders van de familie grasmineermotten (Elachistidae).

## Soorten
- Z. crotolitha Meyrick, 1915
- Z. dicellias Meyrick, 1909
- Z. macrocera Felder, 1875
- Z. mesonyctia Meyrick, 1909
- Z. muricicoma Walsingham, 1891
- Z. prosarista Meyrick, 1909
- Z. pterodactylella Walker, 1864
- Z. trisecta Meyrick, 1915